# Stellaria tibetica
Stellaria tibetica là loài thực vật có hoa thuộc họ Cẩm chướng. Loài này được Kurz miêu tả khoa học đầu tiên năm 1872.